# Maitê Proença
Maitê Proença Gallo, née le 28 janvier 1968 à São Paulo, est une actrice brésilienne. Elle a notamment interprété Domitila de Castro dans la mini-série Marquesa de Santos (1984).

## Filmographie

### Télévisée
| Année | Titre                   | Papier                               | Notes                                |
| ----- | ----------------------- | ------------------------------------ | ------------------------------------ |
| 1979  | Dinheiro Vivo           | Joana                                |                                      |
| 1980  | As Três Marias          | Maria da Glória (Glória)             |                                      |
| 1981  | Jogo da Vida            | Carla Barros                         |                                      |
| 1982  | Elas por Elas           | Femme idéalisée par Yeda             | Participation                        |
| 1983  | Vídeo Show              | Présentateur                         |                                      |
| 1983  | Quarta Nobre            | Eliana                               | Épisode: "Mandrake"                  |
| 1983  | Guerra dos Sexos        | Juliana de Alcântara Pereira Barreto |                                      |
| 1984  | Marquesa de Santos      | Domitila de Castro Canto e Melo      |                                      |
| 1985  | Um Sonho a Mais         | Valéria Moura Góes                   |                                      |
| 1986  | Dona Beija              | Ana Jacinta de São José (Dona Beija) |                                      |
| 1987  | Corpo Santo             | Adriana Ferreira                     |                                      |
| 1987  | Sassaricando            | Camila Abdalla Varella               |                                      |
| 1987  | TV Manchete             | Présentateur                         | 1987–88                              |
| 1987  | Programa de Domingo     | Présentateur                         | 1987–89                              |
| 1989  | O Salvador da Pátria    | Clotilde Ribeiro                     |                                      |
| 1991  | O Sorriso do Lagarto    | Ana Clara                            |                                      |
| 1991  | Helena                  | Helena Sousa                         |                                      |
| 1993  | Contos de Verão         | Pâmela Jordão                        |                                      |
| 1993  | Você Decide             |                                      | Épisode: "Máscara Negra"             |
| 1994  | Você Decide             |                                      | Épisode: "A Viúva Negra"             |
| 1994  | Des filles dans le vent | Bárbara                              | Épisode: "Vai a Luta"                |
| 1995  | Cara & Coroa            | Heloísa Souto Brandão                |                                      |
| 1996  | Você Decide             |                                      | Épisode: "O Fã"                      |
| 1996  | A Vida Como Ela É...    | Personnages variés                   |                                      |
| 1997  | Sai de Baixo            | Patrícia Renta                       | Épisode: "Bonitinho, Mais Ordinário" |
| 1998  | Tour de Babel           | Clara Soares                         |                                      |
| 1999  | Mulher                  |                                      | Épisode: "Perdas e Danos"            |
| 1999  | Vila Madalena           | Eugênia Junqueira                    |                                      |
| 2001  | Estrela-Guia            | Kalinda                              |                                      |
| 2002  | Brava Gente             | Betina                               | Épisode: "O Enterro da Cafetina"     |
| 2003  | Malhação                | Daniela Correia Amorim               | Saison 10                            |
| 2004  | Au cœur du péché        | Vera Campos Sodré (Verinha)          |                                      |
| 2005  | A Lua Me Disse          | Regina                               | Épisodes: "18–30 avril 2005"         |
| 2006  | A Diarista              | Regiana                              | Épisode: "Saia Injusta"              |
| 2006  | Saia Justa              | Présentateur                         | 2006–10                              |
| 2008  | Faça Sua História       | Bebete                               | Épisode: "O Califa de Copacabana"    |
| 2008  | Três Irmãs              | Walquíria Pascolli                   |                                      |
| 2009  | Caminho das Índias      | Fernanda Estavanato (Nanda)          |                                      |
| 2010  | Passione                | Stella Gouveia                       |                                      |
| 2012  | Gabriela                | Dona Sinházinha Guedes Mendonça      |                                      |
| 2012  | Guerra dos Sexos        | Madonna                              | Épisodes: "27–30 octobre 2012"       |
| 2014  | Extra Ordinários        | Présentateur                         | 2014–15                              |
| 2015  | Alto Astral             | Kitty Santana                        |                                      |
| 2016  | Tá no Ar: a TV na TV    | Helena                               | Épisode: "2 février 2016",           |
| 2016  | Liberdade Liberdade     | Dionísia Raposo Viegas Manttini      |                                      |
| 2017  | Me Chama de bruna       | Miranda                              |                                      |
| 2024  | Bom Dia, Verônica       | Diana                                |                                      |